# Barlin
Barlin är en kommun i departementet Pas-de-Calais i regionen Hauts-de-France i norra Frankrike. Kommunen ligger i kantonen Barlin som tillhör arrondissementet Béthune. År 2022 hade Barlin 7 330 invånare.

## Befolkningsutveckling
Antalet invånare i kommunen Barlin
| Referens: INSEE |